# Brashear (cráter marciano)
(Este artículo trata sobre un cráter de Marte. El cráter lunar se encuentra en Brashear (cráter))
Brashear es un cráter de impacto del planeta Marte situado al este del cráter Hussey y al suroeste de Porter, a 54.2° sur y 119.2º oeste. El impacto causó un boquete de 79.0 kilómetros de diámetro. El nombre fue aprobado en 1973 por la Unión Astronómica Internacional, en honor al astrónomo y explorador norteamericano John Brashear (1840 - 1920).
|  |  |